# Gleichenia monticola
Gleichenia monticola là một loài dương xỉ trong họ Gleicheniaceae. Loài này được Ridl. mô tả khoa học đầu tiên năm 1916.
Danh pháp khoa học của loài này chưa được làm sáng tỏ. 